# Latinski križ
Latinski križ (tudi pasijonski križ) je ime za križ, pri katerem je vzdolžna palica daljša od prečne in ga prečna prečka nad sredino. V zahodnih cerkvah je najpogostejša oblika krščanskega križa.
Simbolično se križ nanaša na združitev neba in zemlje: vzdolžna palica predstavlja božansko, medtem ko prečna simbolizira povezavo z zemljo.

## Zgodovina
Upodobitev latinskega križa je zaznati iz 4. stoletja, upodobitev križa brez Križanega lahko prvič najdemo na sarkofagih 4. / 5. stoletje.
Latinski križ je prevladoval predvsem v zahodnem krščanstvu, kjer so ga dojemali kot dejansko obliko Jezusovega križa (od tod 'pasijonski križ'). Gre torej za običajno obliko križa v zahodni tradiciji, z nekaj izjemami.

## Arhitektura
Postavitev romanske in gotske cerkve je običajno v obliki latinskega križa. Transept prečka ladjo blizu oltarja. Tako dobljeno križanje ločuje kor in s tem svetišče od vernikov.

## Heraldika
Skozi stoletja se je izoblikoval pester nabor najrazličnejših heraldičnih oblik in vsaka oblika nosi svoje heraldično poimenovanje.
V heraldiki se križ lahko pojavi v dveh oblikah; nekoč običajna figura na polju grba brez roba in kot del ščita.
Skandinavske zastave imajo osnovno obliko latinskega križa obrnjenega za devetdeset stopinj ("skandinavski križ"); to sega v Danebrog, sedanjo obliko je zaznati od leta 1219.

## Znak
V Unicode je latinski križ naveden kot U+271D LATIN CROSS, ,med Emoji pa ✝️.